# Heriberto Quiñones
Pour les articles homonymes, voir Quiñones et González.
Heriberto Quiñones González, né en 1907 dans l'Europe de l'Est et exécuté à Madrid par les franquistes le 2 octobre 1942, est un homme politique et militant communiste espagnol.
Il est l'époux d'Aurora Picornell du groupe des Roges des Molinar, dite la Pasionaria de Mallorca.

## Biographie

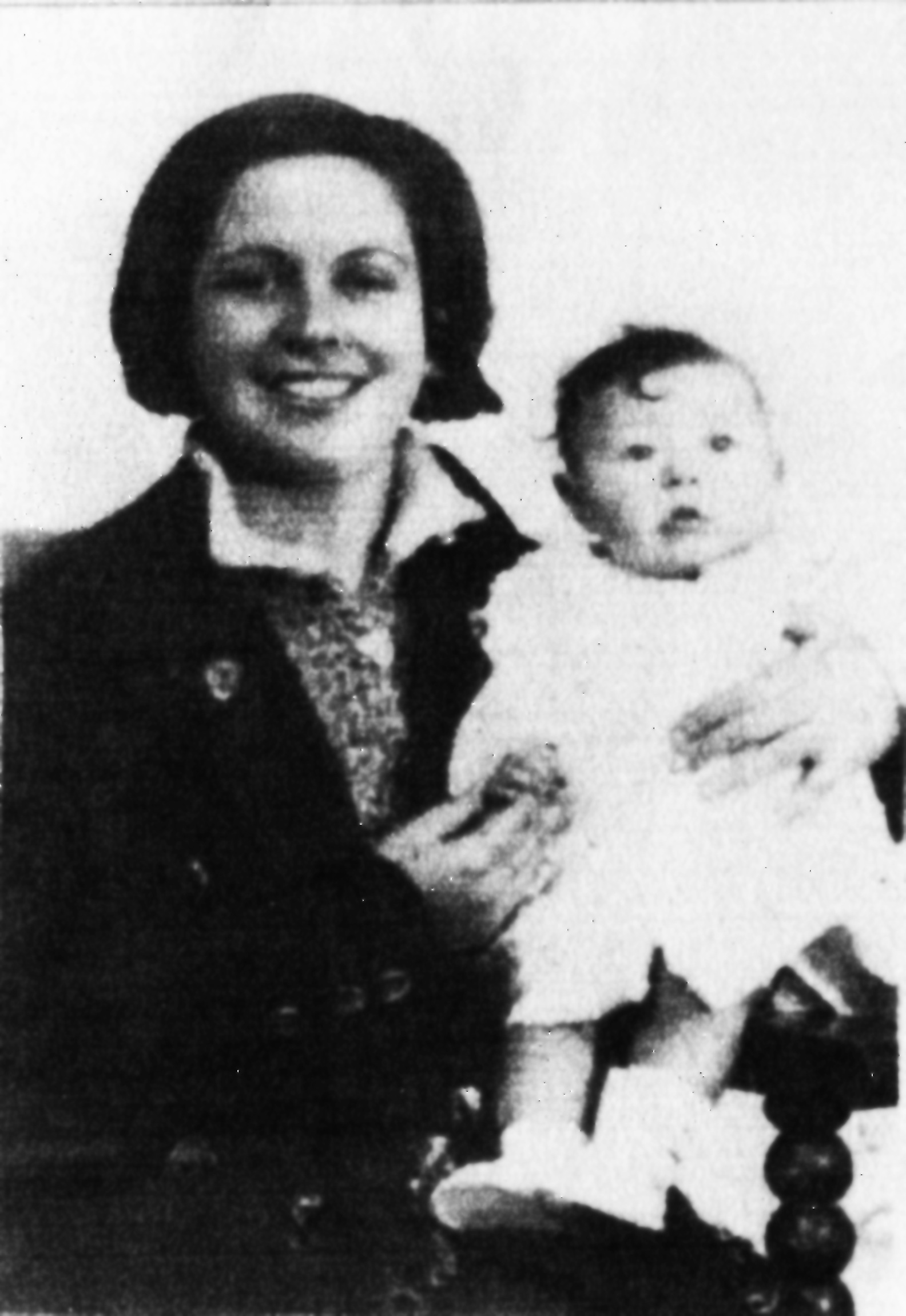
Son épouse, Aurora Picornell, et leur fille, Octubrina.

On sait peu de choses de son lieu et de son nom de naissance. Certaines sources affirment qu'il est né en Bessarabie (aujourd'hui en Moldavie), ou dans la région de Bucovine.
Le passeport qu'il détient à son arrivée en Espagne en 1930 porte le nom de Yefin Granowdiski. 
Son nom d'Heriberto Quiñones González lui est donné par un fonctionnaire de l'état-civil de Gijón. 
Parlant espagnol et catalan, il n'a aucun mal à s'intégrer dans l'Espagne républicaine, où il rejoint le parti communiste de Valence.
Il se marie en 1932, sous la République, avec la militante majorquine Aurora Picornell.
Le couple a une fille, nommée Octubrina.
Son épouse Aurora Picornell, membre du groupe féminin des Roges des Molinar, est fusillée le 5 janvier 1937 à Porreres par les franquistes, avec Belarmina González Rodríguez, Catalina Flaquer et ses deux filles, Antònia et Maria. 

## Incarcération, torture et exécution
Heriberto Quiñones est incarcéré dans le camp de concentration d'Albatera.
Il est fusillé le 2 octobre 1942 à Madrid, après avoir été torturé par la Gestapo.